# 四条隆愛
四条 隆愛（しじょう たかちか、明治13年（1880年）6月8日 - 昭和13年（1938年）10月2日）は、明治後期から昭和前期の華族、陸軍軍人。陸軍騎兵少佐従二位勲三等侯爵となり、貴族院議員を務めた。元老院議官四条隆謌陸軍中将侯爵の子で、四条隆生の孫。四条家は古くは藤原魚名の三男末茂の子孫、隆季を始祖とし、四条大宮に居を構えた事から四条殿と呼ばれた。家格は羽林家。

## 経歴
父の死去に伴い1898年（明治31年）12月10日に家督を相続し侯爵を襲爵。1905年（明治38年）6月7日、満25歳に達し貴族院侯爵議員に就任した。
1902年（明治35年）11月22日、陸軍士官学校（14期）を卒業。1903年（明治36年）6月26日、陸軍騎兵少尉に任官。陸軍騎兵実施学校（陸軍騎兵学校）教官、陸軍大学校馬術教官などを務めた。
その他、宮内省御用掛も務めた。大日本皇道立教会会頭。
　

## 親族
- 父・四条隆謌
- 母・春子 - 元舞妓。長い間妾だったが、本妻没後、妻となる
- 姉・加根子（かね） - 三島弥太郎の妻
- 妻の糸子は江戸幕府最後の征夷大将軍である徳川慶喜公爵の娘（十女）。
- 子の隆徳は貴族院議員となり正四位勲四等に叙せられる。また、東京帝国大学農学部の教壇にもあがった。
- 娘富士子は大河内輝信（侯爵浅野長之二男、子爵大河内輝耕養子）に嫁ぐ。輝信の養父輝耕の妻国子と富士子の母糸子は姉妹。

## 栄典
- 1918年（大正7年）7月31日 - 従三位[9]
- 1931年（昭和6年）5月1日 - 帝都復興記念章[10]
- 1938年（昭和13年）2月11日 - 金杯一個[11]